# Under the Tuscan Sun
Under the Tuscan Sun (literalment en català Sota el sol de la Toscana) és una pel·lícula estatunidenca del 2003 dirigida per Audrey Wells i protagonitzada per Diane Lane i Raoul Bova.

## Argument
La Frances Mayes (Diane Lane) és una escriptora estatunidenca de 35 anys que té una profunda depressió causada pel seu recent divorci, i no es veu amb forces per escriure. La seva millor amiga, la Patti (Sandra Oh), amoïnada pel seu estat, li regala un viatge de deu dies a la Toscana per aixecar-li els ànims. Un cop allà, la Frances s'enamora d'un mas que està pràcticament en runes i decideix comprar-lo. La casa necessita moltes reformes, però ella està disposada a restaurar-la i començar-hi una nova vida. A mesura que s'hi va instal·lant, farà nous amics, descobrirà costums locals, es descobrirà a si mateixa i comprovarà que el destí li té preparades encara moltes sorpreses.